# Полькас
Полькас — река в России, протекает в городском округе Карпинск Свердловской области. Устье реки находится в 21 км по левому берегу реки Кырья. Длина реки составляет 12 км.
Река берёт начало в 1 км от границы с Пермским краем к юго-востоку от горы Кырьинский Камень (813 м НУМ, Средний Урал). Высота устья — 401,2 м над уровнем моря. Исток находится на водоразделе бассейнов Косьвы и Чусовой. Течёт главным образом в северном направлении. Всё течение проходит по ненаселённой местности среди гор и холмов, покрытых елово-пихтовой тайгой. Приток — Сенькина (левый). Характер течения горный, скорость течения около устья 0,3 м/с, ширина около 12 метров.

## Данные водного реестра
По данным государственного водного реестра России относится к Камскому бассейновому округу, водохозяйственный участок реки — Косьва от истока до Широковского гидроузла, речной подбассейн реки — бассейны притоков Камы до впадения Белой. Речной бассейн реки — Кама.
Код объекта в государственном водном реестре — 10010100312111100008492.